# Tesla Model 3

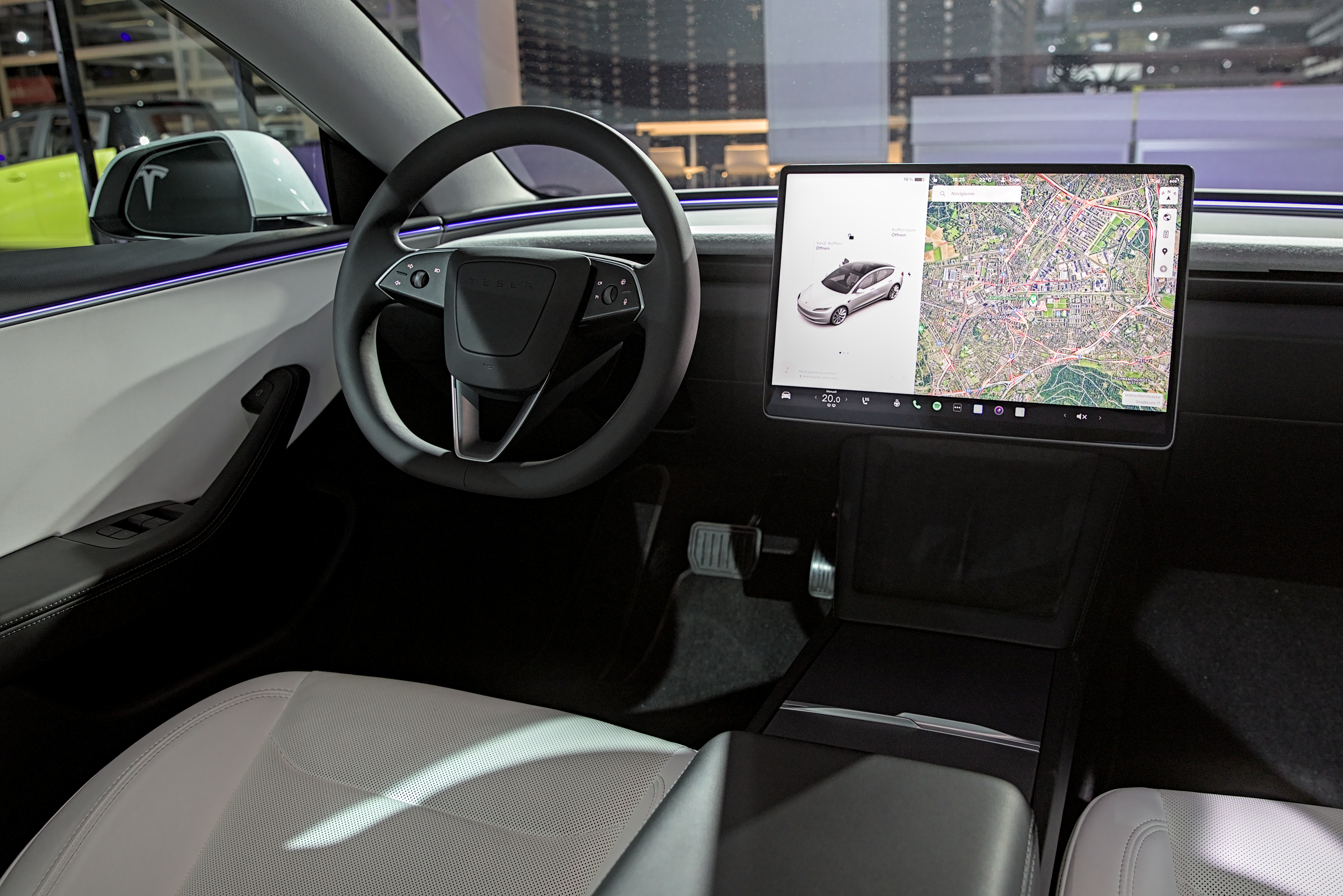
Interior do Tesla Model 3

O Model 3 (inicialmente chamado Model E) é um automóvel sedã médio-grande elétrico de 2016, produzido pela empresa estadunidense Tesla. Em 2018/2019 foi o modelo elétrico mais vendido no mundo. Em 2019 continuou no TOP 10 mais vendido nos Estados Unidos, com 154836 unidades.

## Características
Chegou a chamar-se Tesla Model E, porém depois de uma disputa com a Ford pelo nome acabou por se chamar Tesla Model 3. Este é um sedan de cinco lugares, fabricado pela Tesla, e está disponível nas versões Standard Range+, Long Range Tração Integral e Performance. A versão Performance tem uma autonomia de 499 km segundo o método EPA. 
Tem dois motores, um em cada eixo, que lhe proporcionam tração integral e uma potência combinada de 379 kW (515 cv). Acelera de 0 a 100 km/h em 3,4 segundos e a velocidade máxima é de 260 km/h.

## Lançamento
O Model 3 foi revelado no dia 31 de março de 2016, no evento organizado pela Tesla na cidade estadunidense de Hawthorne (Califórnia). E as primeiras 30 entregas datam de 28 de julho de 2017.
A sua produção estava prevista para o fim de 2017, e só em 2020 estaria disponível para aquisição. Entretanto, no primeiro trimestre de 2017 a empresa conseguiu dobrar a sua receita devido ao êxito de vendas dos modelos "X" e "S". Sendo assim, a companhia reiterou o lançamento do "3" para o final desse ano.
Em março de 2019 passou a estar disponível nos Estados Unidos o modelo base a partir de 35 mil dólares.

## Outros veículos elétricos
- Eliica
- Chevrolet Volt
- General Motors EV1
- Nissan Leaf